# Перес, Висенте Франсиско
Висенте Франсиско Пе́рес (исп. Vicente Francisco Pérez), в некоторых источниках ошибочно пишут Ви́ктор Пе́рес (исп. Víctor Pérez) — аргентинский футболист, правый нападающий.

## Карьера
Висенте Перес начал карьеру в 1930 году в клубе «Сан-Исидро». В 1931 году он перешёл в «Уракан», где провёл 7 матчей и забил один гол. В том же году он стал игроком «Альмагро», где дебютировал 18 октября в матче с «Банфилдом» (5:1). Всего за клуб Перес провёл 113 матчей и забил 22 гола. Последний матч за клуб футболист провёл 24 апреля 1938 года против «Тигре» (3:4), где забил мяч.
В составе сборной Аргентины Перес дебютировал 18 мая 1932 года во встрече с Уругваем. 25 мая он забил первый мяч за национальную команду, поразив ворота клуба «Атлетико Тукуман». Висенте поехал в составе национальной команды на чемпионат мира, но на поле не выходил. Последний матч за сборную футболист провёл 14 июня 1934 года против сборной клубов Италии. Всего за национальную команду он сыграл 12 матчей, в которых забил 4 гола.

## Статистика

### Клубная
| Сезон | Клуб     | Лига    | Чемпионат | Чемпионат |
| Сезон | Клуб     | Лига    | Игры      | Голы      |
| ----- | -------- | ------- | --------- | --------- |
| 1931  | Уракан   | Примера | 7         | 1         |
| 1931  | Альмагро | Примера | 5         | 0         |
| 1932  | Альмагро | Примера | 26        | 10        |
| 1933  | Альмагро | Примера | 17        | 3         |
| 1934  | Альмагро | Примера | 9         | 0         |
| 1935  | Альмагро | Сегунда | 21        | 0         |
| 1936  | Альмагро | Сегунда | 18        | 3         |
| 1937  | Альмагро | Сегунда | 15        | 3         |
| 1938  | Альмагро | Примера | 2         | 2         |

### Международная
| Матчи Франсиско Переса за сборную Аргентины | Матчи Франсиско Переса за сборную Аргентины | Матчи Франсиско Переса за сборную Аргентины | Матчи Франсиско Переса за сборную Аргентины | Матчи Франсиско Переса за сборную Аргентины | Матчи Франсиско Переса за сборную Аргентины | Матчи Франсиско Переса за сборную Аргентины |
| ------------------------------------------- | ------------------------------------------- | ------------------------------------------- | ------------------------------------------- | ------------------------------------------- | ------------------------------------------- | ------------------------------------------- |
| №                                           | Дата                                        | Место проведения                            | Оппонент                                    | Счёт                                        | Голы                                        | Турнир                                      |
| 1                                           | 18 мая 1932                                 | Монтевидео                                  | Уругвай                                     | 1:0                                         | —                                           | Товарищеский матч                           |
| 2                                           | 25 мая 1932                                 | Сан-Мигель-де-Тукуман                       | Атлетико Тукуман                            | 1:0                                         | 1                                           | Товарищеский матч                           |
| 3                                           | 18 июня 1933                                | Сантьяго                                    | Коло-Коло                                   | 3:2                                         | 1                                           | Товарищеский матч                           |
| 4                                           | 22 июня 1933                                | Сантьяго                                    | сборная Сантьяго Насьональ и Грин Кросс     | 6:5                                         | —                                           | Товарищеский матч                           |
| 5                                           | 25 июня 1933                                | Вальпараисо                                 | Итальяна Вальпаисо                          | 3:1                                         | —                                           | Товарищеский матч                           |
| 6                                           | 29 июня 1933                                | Сантьяго                                    | Унион Эспаньола                             | 1:0                                         | —                                           | Товарищеский матч                           |
| 7                                           | 2 июля 1933                                 | Сантьяго                                    | Магальянес                                  | 6:4                                         | 1                                           | Товарищеский матч                           |
| 8                                           | 9 июля 1933                                 | Сантьяго                                    | Коло-Коло                                   | 3:2                                         | —                                           | Товарищеский матч                           |
| 9                                           | 16 июля 1933                                | Сантьяго                                    | Унион Эспаньола                             | 3:1                                         | —                                           | Товарищеский матч                           |
| 10                                          | 1 ноября 1933                               | Буэнос-Айрес                                | сборная Росарио                             | 3:0                                         | —                                           | Товарищеский матч                           |
| 11                                          | 9 марта 1934                                | Росарио                                     | Ньюэллс Олд Бойз                            | 2:2                                         | 1                                           | Товарищеский матч                           |
| 12                                          | 14 июня 1934                                | Милан                                       | сборная клубов Италии                       | 2:0                                         | —                                           | Товарищеский матч                           |